# Groupe de la vérité
 (mai 2025).
 (mai2025).
 (mai 2025).
Améliorez-le ou discutez des points à vérifier. 
 (mai2025).
Le contenu est difficilement compréhensible vu les erreurs de traduction, qui sont peut-être dues à l'utilisation d'un logiciel de traduction automatique.
Le Groupe de la vérité (grec moderne : Ομάδα Αλήθειας) est un groupe d'influence grec intervenant sur internet et associé au parti politique de la Nouvelle Démocratie,.
Créé au cours de la période de la présidence d'Antónis Samarás, plus précisément avant les élections de 2012, il est ensuite désactivé et les membres de son équipe rejoignent le bureau de presse du, désormais, premier ministre Samarás. Réactivé en 2015, il publie des enregistrements vidéo, de points de vue politiques ou sociaux de responsables politiques et de partis sur des questions relatives à la politique et à la société en Grèce. Sur la base de recherches journalistiques, il est affirmé que des cadres de la Nouvelle Démocratie, y compris les administrateurs du Groupe de la vérité, ont été par le passé ou sont actuellement employés par la société privée Blue Skies,, un fait cependant contesté par l'entreprise elle-même.

## Historique
Le Groupe de la vérité est créé avant les élections législatives de 2012, période pendant laquelle Giórgos Mouroútis est directeur du service de presse d'Antónis Samarás, alors président de la Nouvelle Démocratie (ND). À l'époque, il affirme ne pas être affilié à la ND, bien qu'un blogueur ait constaté que son site web partage le même serveur, la même adresse IP, ainsi que la même adresse enregistrée que le site web de la ND. Son fonctionnement sur Internet s'inspire de celui de la « Truth Team » créée par l'équipe de campagne de Barack Obama en février 2012. Accusée de mensonges et de falsifications de déclarations, elle arrête son activité à la suite des élections. À la suite de la victoire de la ND aux élections de 2012, deux de ses principaux contributeurs, Kímonas Bénos et Kóstas Dogánis, sont nommés en tant qu'employés à durée déterminée au service de presse du secrétariat général du, désormais, premier ministre Samarás, sous la direction de Giórgos Mouroútis.
Selon eux-mêmes, le Groupe de la vérité est de nouveau réactivé depuis début 2015 en mettant l'accent sur son activité sur les réseaux sociaux. En 2018, Konstantínos Kyranákis, alors porte-parole de la Nouvelle Démocratie, déclare, en tant que responsable des nouveaux médias du parti, que le Groupe de la vérité n'a aucun lien avec la Nouvelle Démocratie. Le 21 juin 2022, une vidéo apparaît sur la page YouTube du Groupe de la vérité avec les deux administrateurs actuels du site, Kímonas Bénos et Kóstas Dogánis, se présentant sous leur vrai identité et les raisons de la création du site dans un podcast anniversaire à l'occasion des 10 ans du Groupe. Ces derniers gèrent également le site ellada24.gr, opérationnel depuis 2021.

### Blue Skies
En avril 2025, une enquête journalistique menée par le site d'information insidestory.gr révèle que la société Blue Skies embauche en 2018 et 2019 soit des cadres politiques de la Nouvelle Démocratie, soit des personnes proches du parti, ayant des connaissances en matière de communication et de gestion des médias sociaux. Ces dernières révélations provoquent une réaction de la part de l'ensemble des partis d'opposition,,. Fondée en 2003, Blue Skies compte parmi ses cadres supérieurs deux dirigeants de V+O, l'une des sociétés de communication les plus réputées de Grèce, Giánnis Olýmpios et Thomás Varvitsiótis, fils de l'homme politique et personnalité historique de la ND, Ioánnis Varvitsiótis, ainsi que frère, de l'homme politique, également affilié à la ND, Miltiádis Varvitsiótis. Outre Bénos et Dogánis, Blue Skies embauche également Orsáki Roussétou, ancienne collaboratrice de Giórgos Gerapetrítis, cette dernière ayant travaillé pour le compte du service de communication de la Nouvelle Démocratie à partir de 2018, puis du gouvernement ; Giórgos Tzanoudákis, coordinateur des médias sociaux de la Nouvelle Démocratie entre 2010 et 2014 et collaborateur scientifique auprès de député du parti depuis 2013 ; Chrístos Tzélis, responsable au secrétariat de la communication numérique, de l'informatisation et du registre national des membres de la ND, ainsi qu'Élia Zervoú, cette dernière soutenant la ND et Mitsotakis par le biais de posts en ligne, republiant du contenu provenant du Groupe de la vérité, ainsi que du site Ellada24. 
Selon un article du journal Documento, plus de la moitié des 57 personnes ayant travaillé pour le compte de Blue Skies sont des employés au sein du parti de la Nouvelle Démocratie. Parmi ces derniers, on compte Konstantínos Kyranákis entre mars 2016 et juillet 2019, période au cours de laquelle il est porte-parole adjoint auprès de la presse et membre du comité politique du parti de la ND, Thanássis Bakólas entre mars 2016 et décembre 2019, période au cours de laquelle il est conseiller auprès de Kyriákos Mitsotákis, ainsi que Dómna Michailídou entre 2018 et juillet 2019, période au cours de laquelle elle travaille au sein de l'OCDE et en tant que chargée de cours à l'université de Cambridge.
En 2024, le chiffre d'affaires annuel de Blue Skies est d'environ 600 000 euros, dont la quasi-totalité est consacrée aux salaires et aux avantages sociaux de ses employés. Sa source de revenus est principalement V+O, tandis qu'en 2023, ainsi qu'en 2024, ses principaux clients sont les groupes Áktor et METLEN.

## Prises de positions
Le Groupe de la vérité déclare être une plateforme politique présente sur les médias sociaux grecs et dont le slogan principal est « Découvre les faits » (grec moderne : Ανακάλυψε τα δεδομένα). Selon ses propres dires, elle présente des mensonges, des incohérences ou des « fake news » de manière directe, par le biais de déclarations et de messages enregistrés sur vidéo.
Parfois, le Groupe de la vérité présente et met en évidence des déclarations ou des comportements de personnalités politiques ou de députés de partis politiques, principalement des cadres politiques de SYRIZA, et plus rarement du PASOK,,,,,,.

## Controverses et réactions
Le groupe d'influence est accusé par certains médias de diffuser de fausses informations, de falsifier des faits, ainsi que d'avoir recours à diverses techniques de montage de vidéos,,,,. Le Groupe de la vérité fait également l'objet de critiques de la part de députés de SYRIZA et du PASOK,,.
Certains médias grecs qualifient de « propagande » (en faveur de la Nouvelle Démocratie) les informations et le travail publiés par le Groupe de la vérité,,,, ce dernier, cependant, les niant,, et procédant, en guise de réponse, à des actions en justice à l'encontre de cadres politiques issus des partis du PASOK, de SYRIZA, ainsi que de la Nouvelle Gauche. Ces actions en justice sont menées par Ilías Sidéris, avocat au sein du même cabinet que le porte-parole du gouvernement Pávlos Marinákis, ayant occupé entre 2019 et 2021 le poste de directeur du cabinet du ministre du tourisme du gouvernement Mitsotakis, Cháris Theocháris, et à qui sont confiés des services juridiques liés à l'œuvre du gouvernement.
Par ailleurs, en avril 2025 (à la suite de vives réactions émanant des partis de l'opposition), des déclarations publiques de soutien en faveur du Groupe de la vérité et de la poursuite de son action en faveur de la liberté d'opinion politique sont, également, publiées dans la presse grecque de la part de personnalités politiques et de journalistes,,,,,,,,.